# Ogyris aenone
Ogyris aenone är en fjärilsart som beskrevs av Waterhouse 1902. Ogyris aenone ingår i släktet Ogyris och familjen juvelvingar. Inga underarter finns listade i Catalogue of Life.

## Bildgalleri

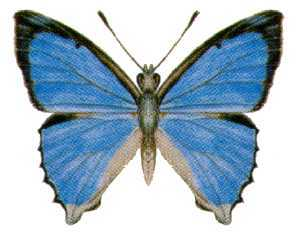